# Klodvig 2.
Klodvig II (moderne fransk "Louis", moderne tysk "Ludwig") (637-27. november 657) efterfulgte sin fader Dagobert I i 639 som konge i Neustrien og Burgund. Hans broder Sigibert III havde været konge af Austrasien siden 634. Han var indledningsvis under formynderskab af sin moder Nanthild til hun døde lidt over 30 år gammel i 642. Dette dødsfald gjorde, at han faldt under indflydelse af de sekulære magnater, som reducerede den kongelige magt til egen fordel.

## Liv og virke
I 649 tog Klodvig II sig en hustru, en angelsaksisk slave ved navn Balthild (626-680). Hun blev købt i York af rigshovmester Erkhinoald, ført til Frankerriget og giftet bort til Klodvig II. Hun gav ham tre sønner, som alle blev konger efter hans død: Den ældste, Klotar, efterfulgte ham og hans næstældste søn, Kilderik, blev til sidst placeret på Austrasiens trone af rigshovmesteren Ebroin. Den yngste, Teoderik, efterfulgte Kilderik i Neustrien og blev til sidst frankernes enekonge af Frankerriget, som omfattede Neustrien og Austrasien.
Han var mindreårig ikke hele, men store dele af sit styre. Han bliver nogen gange regnet som konge af Austrasien i perioden 656-657 da Kildebert den adopterrfe havde ranet tronen til sig. Som mindreårig og underlagt stærke magnater, som styrede i hans sted, er han blevet karakteriseret som en roi fainéant, "gør-ingenting-konge"; en beskrivende betegnelse som har sit ophav i Einhards biografi over Karl den Store, som betegnede de sidste merovingerkonger som konger "alene af navn".

## Død
Klodvig II døde den 31. oktober 657, 22 år gammel, efter at have været konge i 18 år. På traditionelt vis blev Klodvig II gravlagt i klosterkirken Saint-Denis i Paris som sine forfædre, ved siden af sin fader Dagobert.